# Osioł poitou

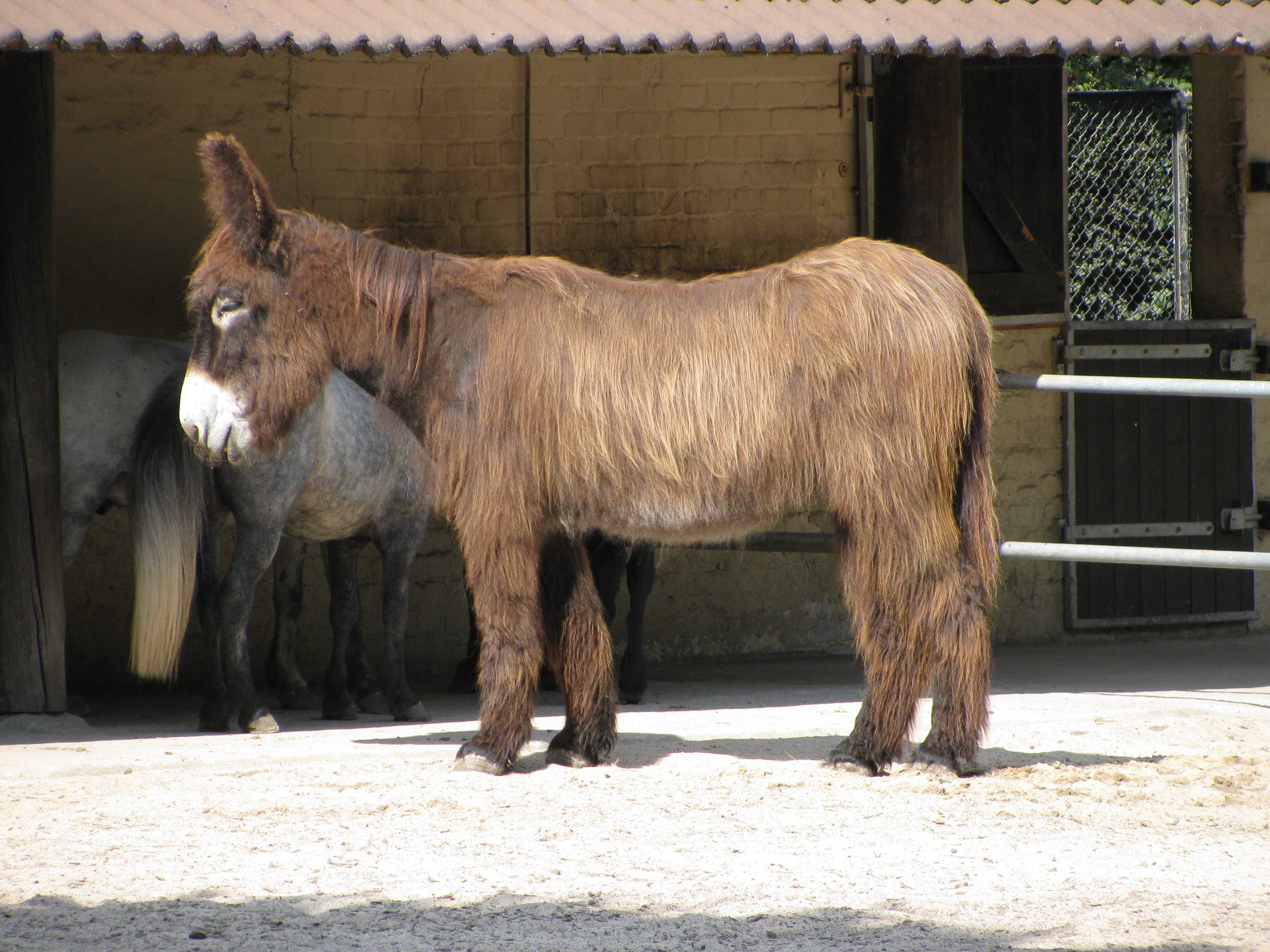
Osioł rasy poitou w Tierpark Hagenbeck Zoo w Hamburgu

Osioł poitou (fr. baudet de Poitou) – rasa osła domowego pochodząca z francuskiej prowincji Poitou. Jest to rasa największych osłów  .
Przypuszcza się, że rasa powstała w czasach cesarskiego Rzymu , na terenie Poitou nad Zatoką Biskajską, jednak pierwszy znany opis pochodzi z 1717 r.  U samców wysokość w kłębie wynosi do 150 cm , a masa ciała do 450 kg . Dla tej rasy prowadzi się księgę rodowodową od 1884 r.  W Polsce hodowane na początku XXI w. we wrocławskim zoo , a także w Śląskim Ogrodzie Zoologicznym w Chorzowie. W 2014 r. istniało na świecie niespełna 200 sztuk zwierząt czystej rasy Poitou .